# 前393年
| 千纪： | 前1千纪 |
| 世纪： | 前5世纪 \| 前4世纪 \| 前3世纪 |
| 年代： | 前420年代 \| 前410年代 \| 前400年代 \| 前390年代 \| 前380年代 \| 前370年代 \| 前360年代                                                                                         |
| 年份： | 前398年 \| 前397年 \| 前396年 \| 前395年 \| 前394年 \| 前393年 \| 前392年 \| 前391年 \| 前390年 \| 前389年 \| 前388年                                                           |
| 纪年： | 周安王九年 魯穆公二十三年 齊康公十二年 晉烈公二十三年 趙武侯七年 魏武侯三年 韓烈侯七年 秦惠公七年 楚悼王九年 宋休公三年 衛慎公二十二年 鄭康公三年 燕後簡公二十二年 越王翳十八年 |

## 大事記
- 魏国攻鄭国，在酸枣筑城，在注击败秦国。
- 《资治通鉴》以本年晉烈公止薨，子晉孝公傾立。根据杨宽考证，应为前389年。
- 前399年阿基劳斯一世国王去世后，马其顿陷入混乱，本年，亚历山大一世的曾孙阿明塔斯三世，成为马其顿国王。
- 阿里斯托芬的戏剧《传道者》上演。